# Småskollärare

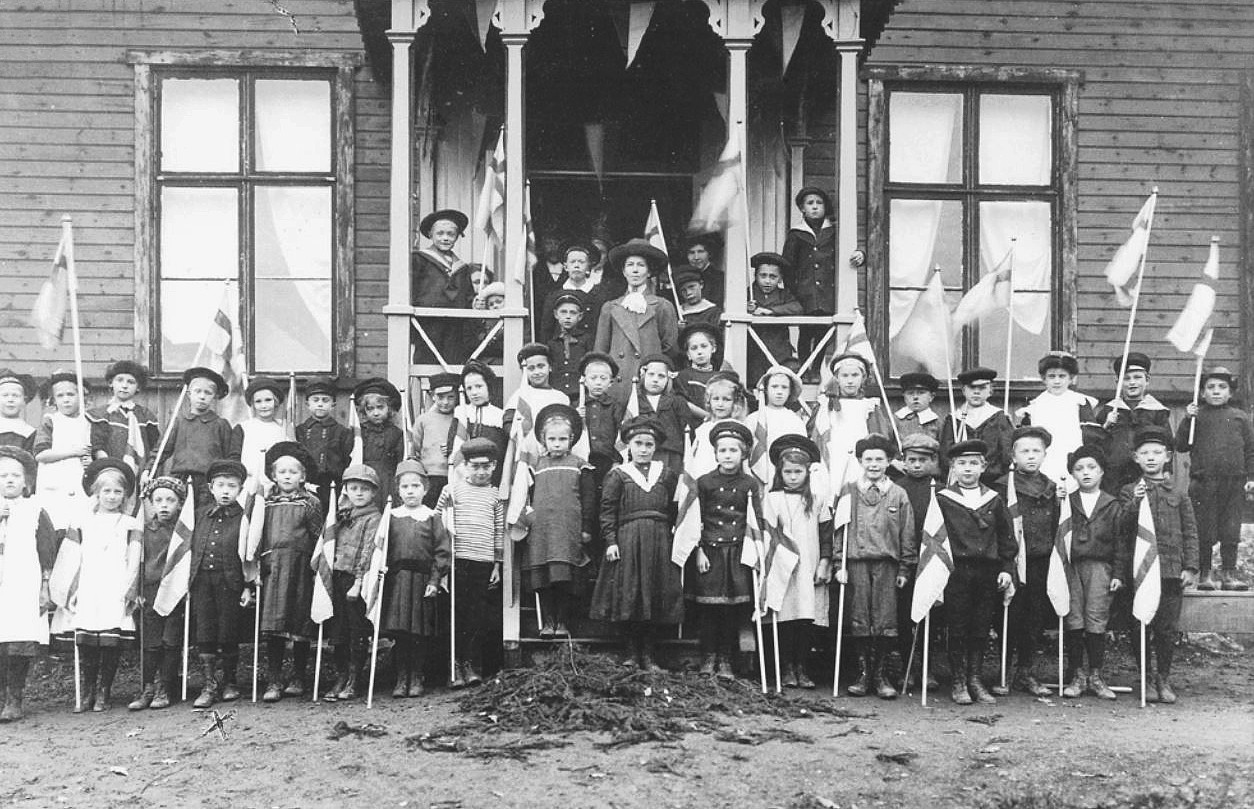
Wiggestabergs skolas småskola, skolklass och småskollärare Maria Andersson i mitten, 1912.

Småskollärare var i Sverige åren 1858−1968 en lärare som undervisade i den svenska folkskolans klasser 1-2, det vill säga småskolan. Utbildningen skedde vid så kallade småskoleseminarier, som 1961 slogs ihop med folkskoleseminarierna. Vid enhetsskolans och grundskolans införande i Sverige under 1950- och 60-talen började de i kommuner/skoldistrikt där enhetsskola/grundskola fanns undervisa på lågstadiet. När lärarhögskolor införts i hela Sverige 1968 upphörde småskollärarutbildningen, och man införde i stället lågstadielärare.